# Józef Rozwadowski (1844–1937)

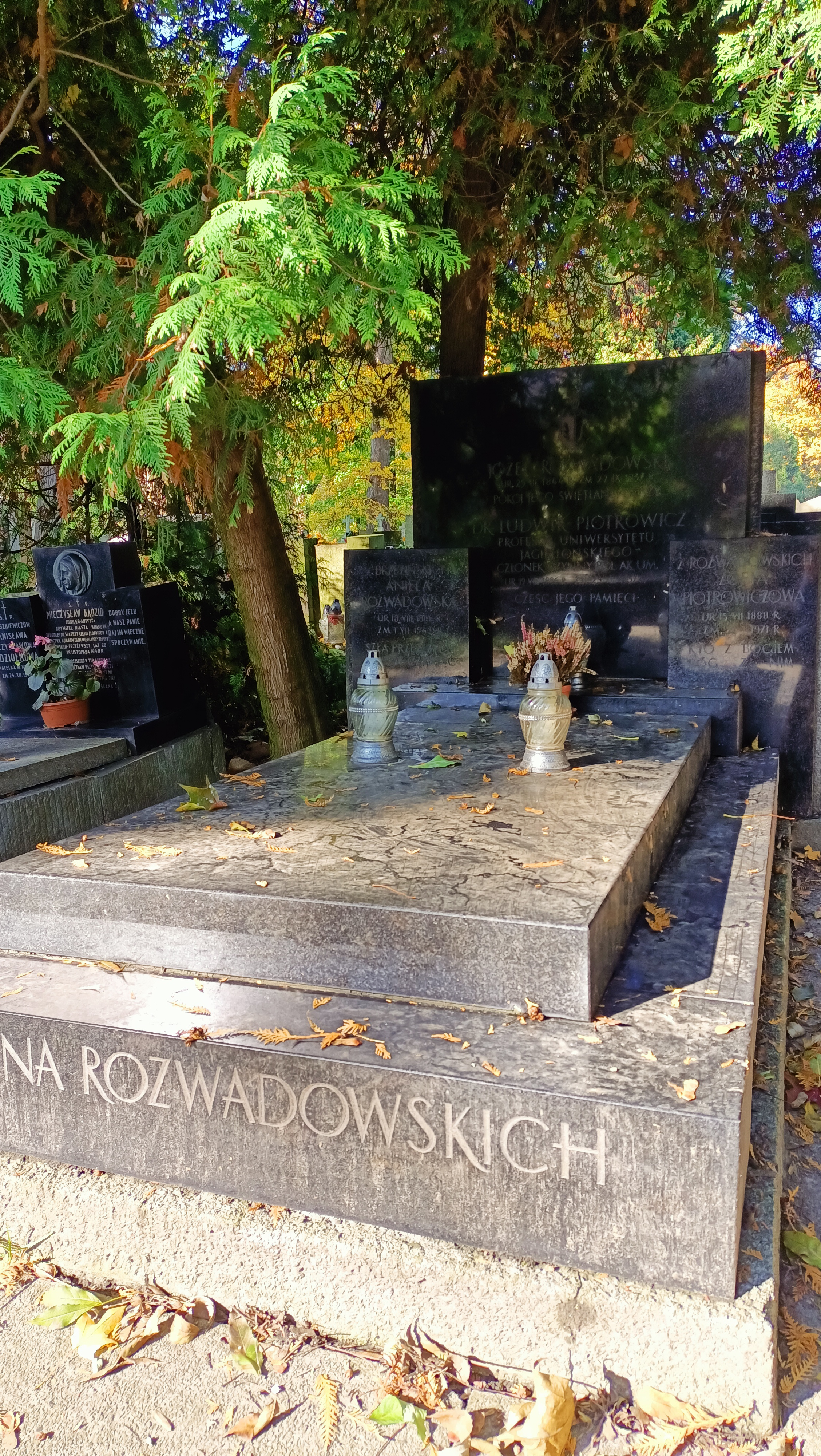
Grób Józefa Rozwadowskiego na Cmentarzu Rakowickim w Krakowie

Józef Rozwadowski (ur. 25 marca 1844 w Drohobyczu, zm. 22 września 1937 w Krakowie) – polski ichtiolog i filolog klasyczny.

## Życiorys
Syn Józefa Wojciecha.
Studiował filologię klasyczną w Wiedniu. Po studiach osiadł na stałe w Krakowie, gdzie uczył w gimnazjum greki i łaciny. Swoje publikacje z zakresu Ichtiologii publikował w „Okólniku Rybackim”. Jest autorem Poradnika dla miłośników sportu wędkarskiego, czyli sztuki łowienia pstrąga, lipienia i łososia na wędkę (pierwsze wydanie 1900, drugie wydanie 1908). Stworzył też przegląd ryb wszystkich gatunków w Galicji w leksykonie Nasze Ryby (1900–1908), zamieszczone w „Okólniku Rybackim“.
Był członkiem Krajowego Towarzystwa Rybackiego i jego wieloletnim wiceprezesem.
Pochowany na cmentarzu Rakowickim w Krakowie.